# Ancienne conserverie Alexis Le Gall
L'ancienne conserverie Alexis Le Gall est, comme son nom l'indique, une conserverie de poissons construite et active entre 1901 et 1954, située à Loctudy, ville bretonne du Finistère-Sud. Inscrite en 2014, puis classée monument historique en 2016, elle est la seule usine de France, et une des trois d'Europe, à être maintenue en l'état d'origine (immeubles, matériels, collections), et pouvant donc présenter le fonctionnement d'une usine de conserves de la première moitié du XXè siècle. Restaurée entre 2016 et 2021, cette ancienne usine figure dans la liste des bénéficiaires du loto du patrimoine, pour l'année 2018. Elle ouvre au public en septembre 2021.

## Historique

### Les propriétaires
La conserverie est fondée en 1901 par l'industriel Vallières des Fillières, puis gérée par son épouse à son décès. Elle doit faire face à un conflit salarial l'opposant aux quelque 60 ouvrières de l'usine, à la suite de la crise de la sardine que traverse le port au cours de la décennie. Finalement, l'usine est vendue à Alexis Le Gall (1880-1969), originaire de Douarnenez, en 1916. Agrandie, elle rouvre en 1919. Sa production est arrêtée en 1954.

### Le fonctionnement de la conserverie

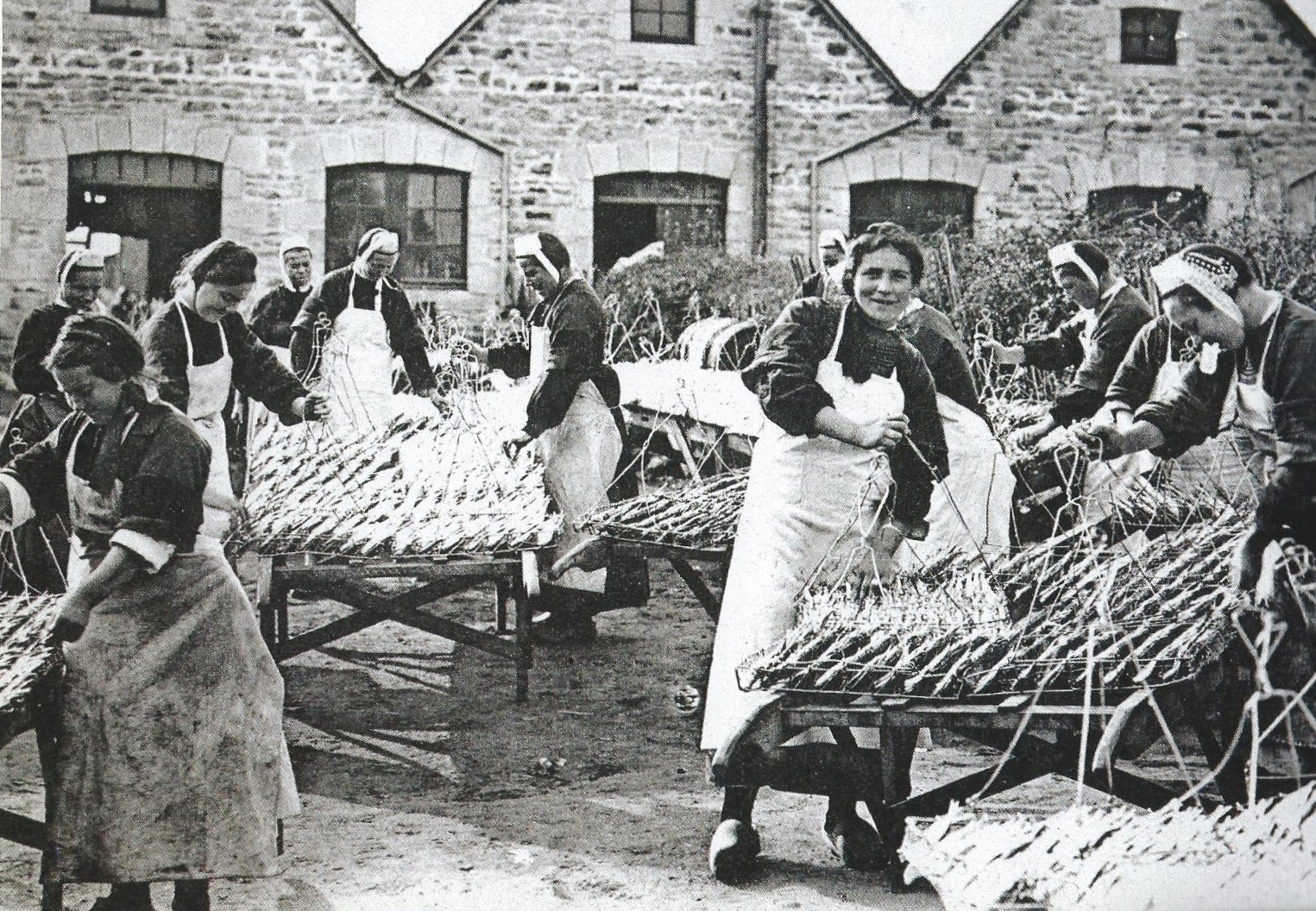
La conserverie Vallière de Loctudy en 1906.

Au début du XXe siècle, la conserverie de sardines Vallière, crée en 1901 par un exportateur de pommes de terre, Jean-Marie Vallière de Fillières, et devenue conserverie Veuve Vallière-Desfilière, employait près de 60 ouvrières. Une première grève dure éclate en 1906. Le 22 septembre 1909, le journal L'Aurore écrit que « les friteuses de l'usine Vallière se sont mises en grève, réclamant 20 centimes de l'heure à partir de l'instant où elles arrivent à l'usine, qu'il y ait ou non du poisson à mettre en boîtes ». Cette usine doit cesser provisoirement son activité en 1916 en raison de problèmes d'approvisionnement. Elle est rachetée par un armateur et mareyeur d'origine douarneniste, Alexis Le Gall, et reprend son activité en 1919. L'usine est prospère pendant la décennie 1920, l'usine est agrandie, dotée d'un étage supplémentaire, d'un séchoir, de sertisseuses et d'un autoclave.

« Une cloche avertit de l'entrée des bateaux au port. Les ouvrières signalent leur arrivée à la contre-maîtresse, car il n'y a pas de pointage : une confiance absolue règne au sein de l'entreprise. La plupart des ouvrières sont adroites, honnêtes et généreuses et doivent suivre un règlement intérieur assez strict, qui leur interdit par exemple de parler pendant les heures de travail, établies de manière suivante : 8h-12h et 14h-19h. Parfois le travail se poursuit jusqu'à minuit, voire une heure du matin : Mme Le Gall prépare alors du café pour les ouvrières et chante avec elles des chansons populaires ou mieux des chants bretons. (...) La production des conserves est importante d'avril à septembre. Durant la saison morte, l'usine ferme. (...) Le poisson arrive à l'usine, livré dans des paniers en osier. Il faut le peser, le laver et le saumurer. Les femmes disposent les sardines sur des tables de séchage en forme de civière, qui sont exposées au soleil à la belle saison pour accélérer le séchage. Ensuite, les ouvrières étêtent les sardines sur de grandes tables et les placent dans des grilles métalliques où les rangées sont inclinées à 45° pour la cuisson. Celle-ci a lieu dans de grandes bassines, dont le fond est garni de gros tuyaux en cuivre dans lesquels circule la vapeur. (...) Viennent alors l'emboîtage, le remplissage d'huile ou de sauces à la composition jalousement gardées et le sertissage. Les boîtes remplies et serties passent alors à l'autoclave pour la stérilisation et dans un « bain de sciure » pour l'essuyage. Il ne reste plus qu'à les disposer dans des caisses en bois pour l'expédition. »

Mais dès la décennie 1930, l'usine a du mal à faire face à la concurrence étrangère et Alexis Le Gall ferme l'usine en 1955. Ses locaux et machines restent entretenus ; un projet de musée existe. L'ensemble est inscrit puis classé au titre de monument historique, respectivement le 24 février 2014, puis le 24 février 2016. Le musée ouvre ses portes le 19 septembre 2021.
« Madame le Gall vient négocier directement le prix du poisson. Madame trop cher comme la surnomment les pêcheurs est une acheteuse très expérimentée. (..) Les premières années, il n'y a pas de vente de poisson à Loctudy, mais seulement à l'Île-Tudy, sur la rive opposée. Alice Le Gall traverse en bateau, la peur au ventre : elle ne sait pas nager »
L'usine et ses dépendances sont maintenues en état de fonctionnement par les descendants d'Alexis Le Gall, notamment Jean-Philippe Chapalain, dont l'épouse est une petite-fille d'Alexis Le Gall.

### Localisation
Cette ancienne usine est située sur le territoire de la commune bigoudène de Loctudy, port située au sud-Ouest de la Bretagne. Elle est localisée à  proximité de l'entrée de l'estuaire de la rivière de Pont-l'Abbé, dans la rue de la Grandière et dans l'impasse du Nord, près du quai Nord du port de pêche, seul quai de débarquement du port jusqu'en 1933, expliquant ainsi sa localisation.

### Description
La conserverie comporte plusieurs bâtiments : les ateliers de fabrication, en quatre travées, construits autour d'une maison d'habitation, les laboratoires des sauces, une maison de maître à usage de bureau et d'habitation, datée de 1890 et un magasin à marée, pour la réception des poissons. Mais l'entreprise préserve aussi tout le matériel nécessaire au fonctionnement de l'usine, véritable témoignage du labeur quotidien de cette industrie agro-alimentaire de la première moitié du XXe siècle.

### La préservation
Devant la détérioration de l'usine au début du IIIe millénaire, son propriétaire Jean-Philippe Chapalain demande et obtient une inscription, puis un classement des bâtiments au titre de monument historique le 24 février 2016. La localisation des édifices à proximité du port, l'état de conservation du matériel (encore capable de fonctionner au début de la décennie 2000), le caractère unique et exceptionnel de ce patrimoine matériel (un seul autre musée de la conserverie de la première moitié du XXe siècle existe à Stavanger, au sud de la Norvège, et, dans une moindre mesure, un autre à Portimao, au Portugal), et les possibilités d'enquêtes ethnologiques et sociologiques qu'il offre justifient cette classification.
Avec les bâtiments, 44 séries d'objets utilisés au quotidien lors du fonctionnement de la conserverie sont aussi classés. Cela va des bacs à sciure aux armoires de rangement, des lampes à acétylène aux presses à condiment, des tables d'huilage aux grilles de séchage et de cuisson, du bureau d'Alexis Le Gall au coffre-fort de l'entreprise.

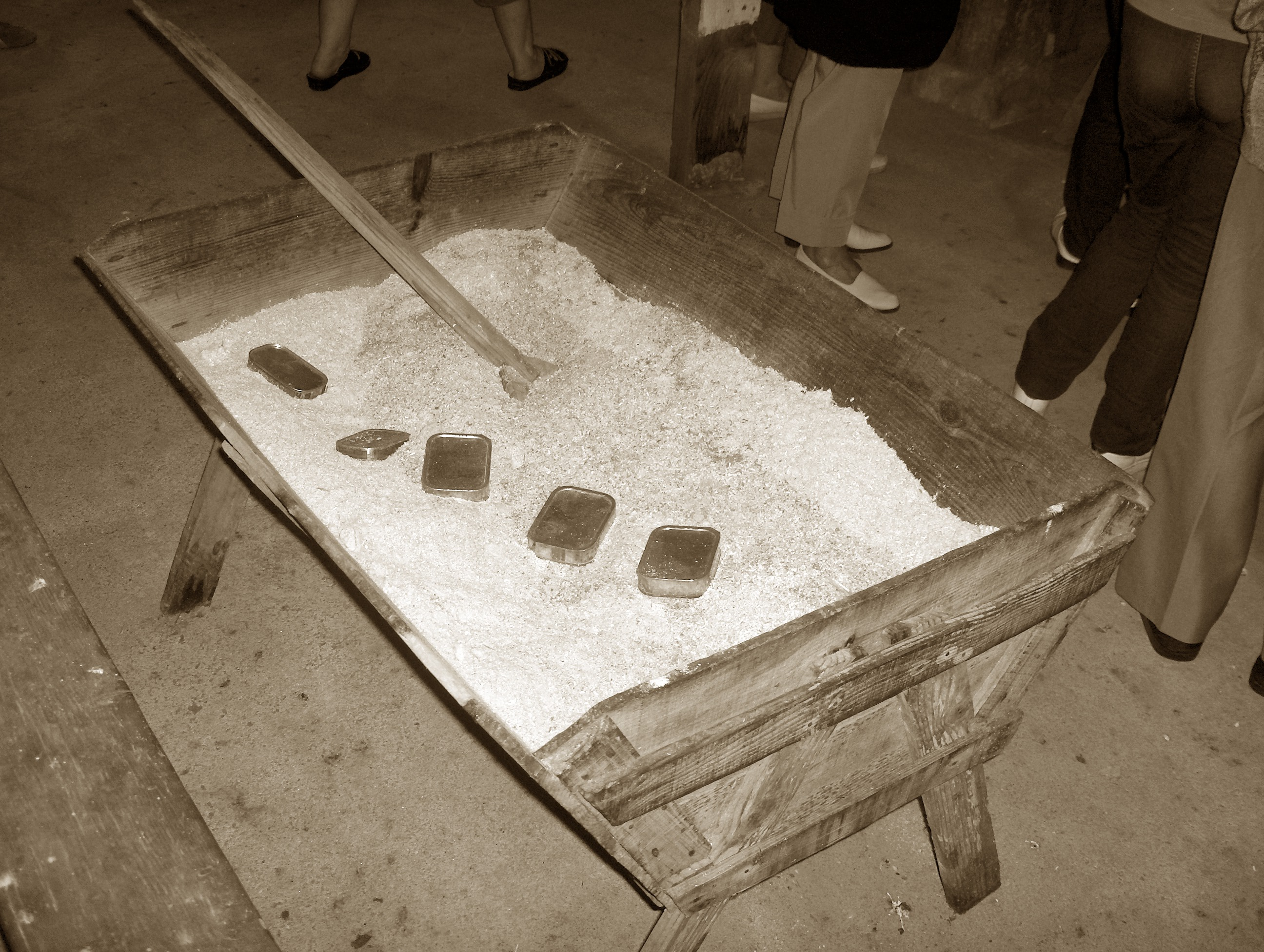
Bac à sciure.
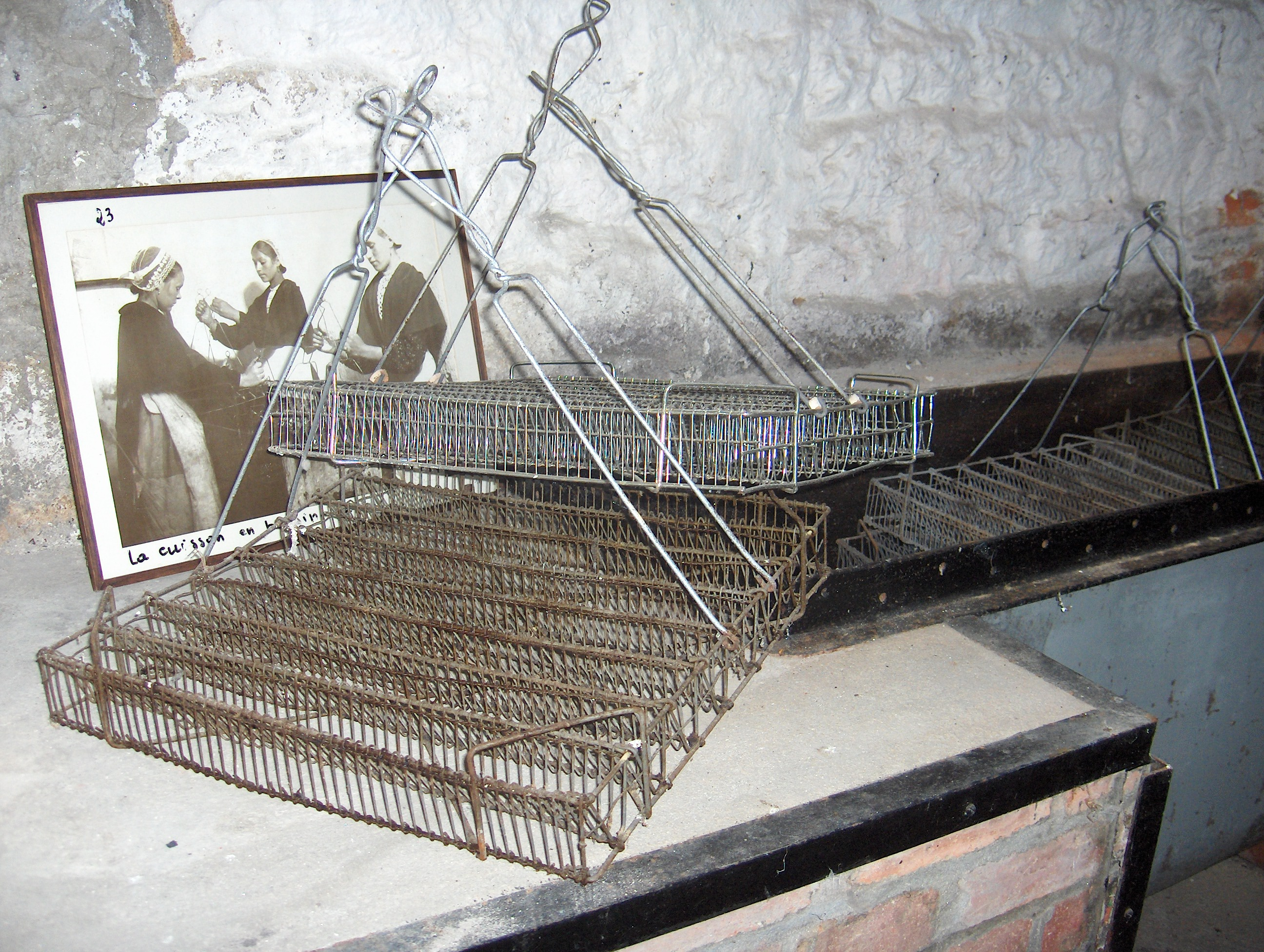
Grilles de cuisson.
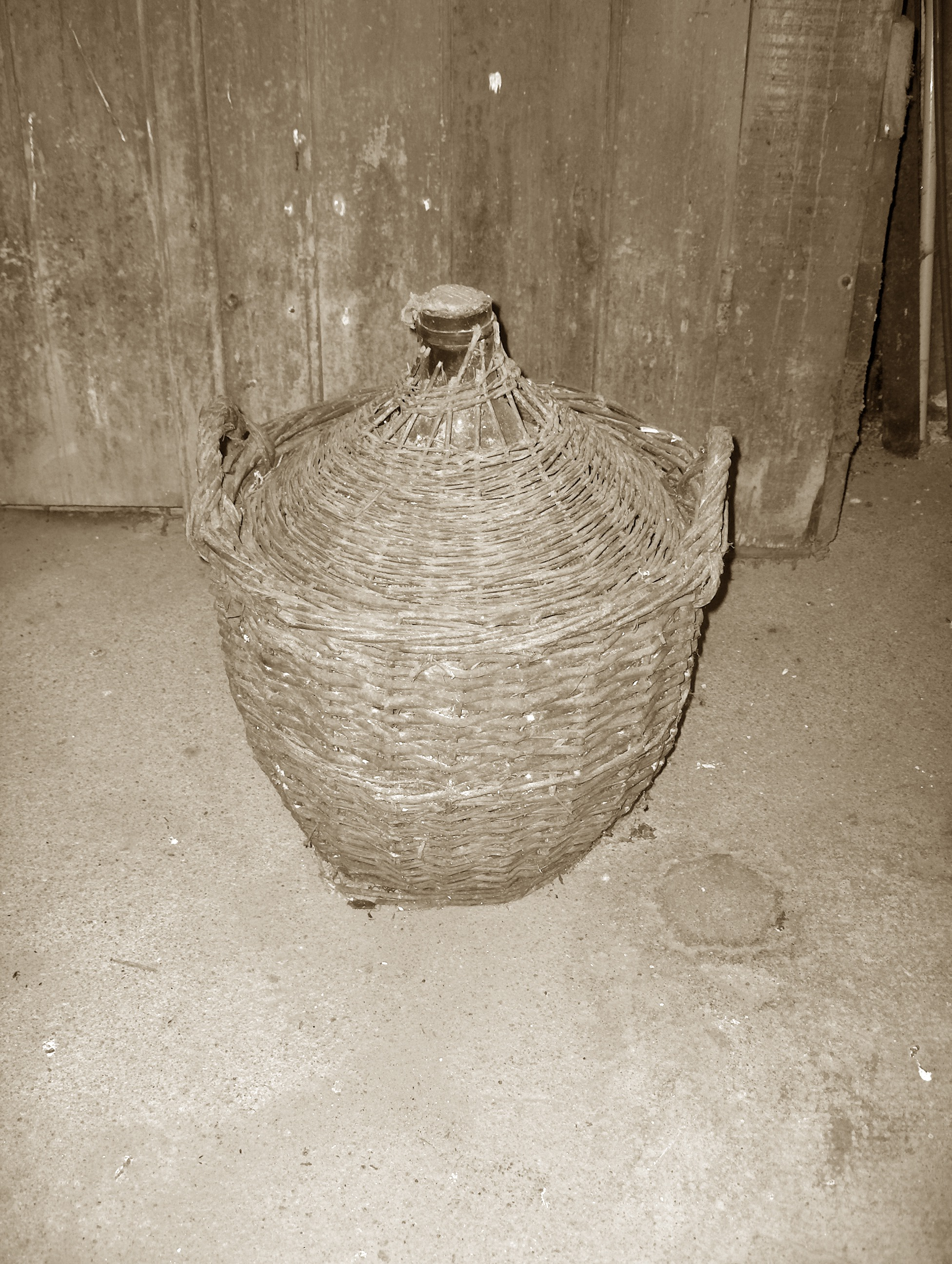
Jarre à huile.
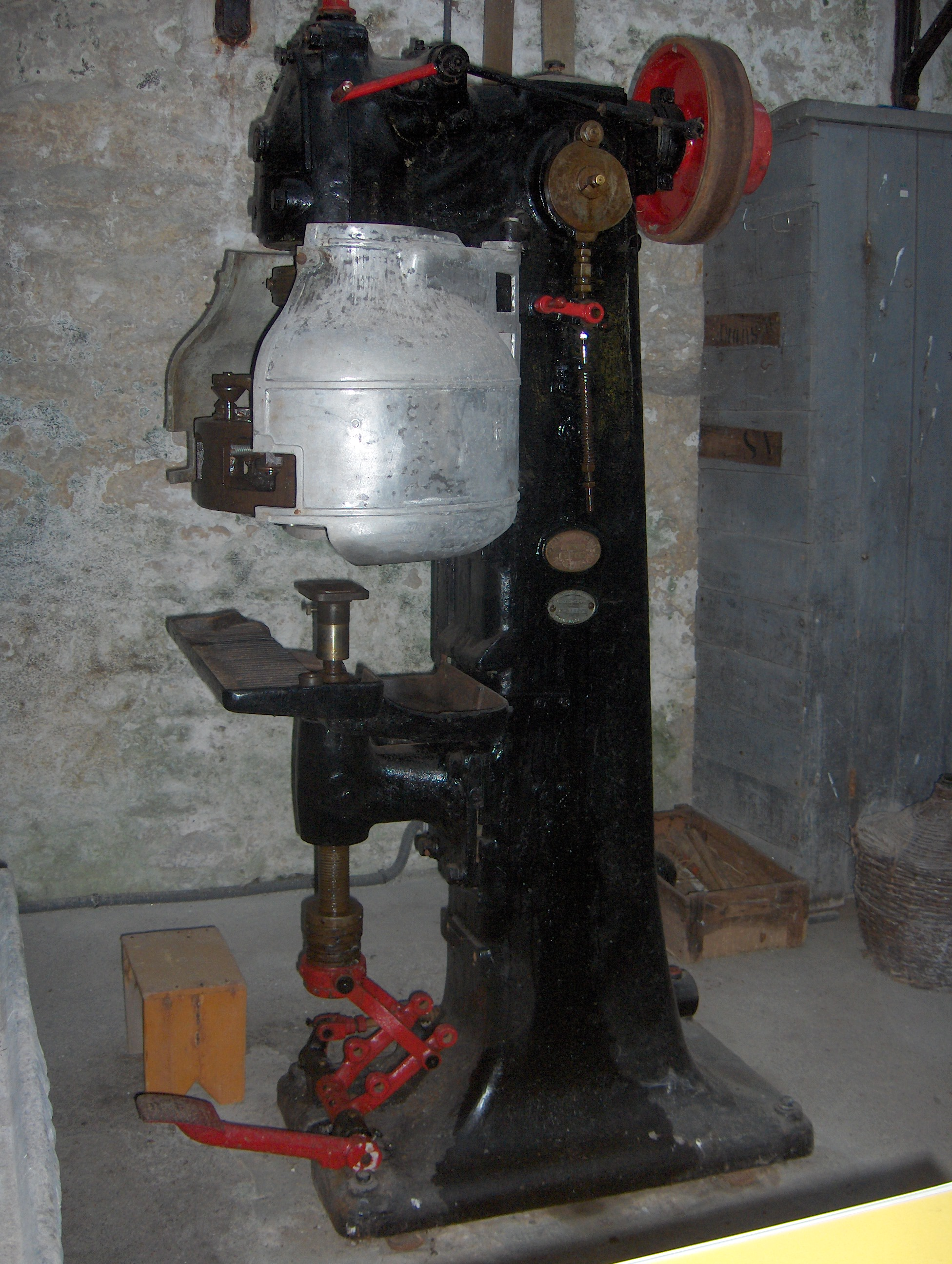
Sertisseuse.

### Le musée de la Conserverie Alexis Le Gall
L'ancienne conserverie est achetée par la commune de Loctudy en 2016. Le musée de la conserverie Alexis Le Gall a ouvert en 2021.

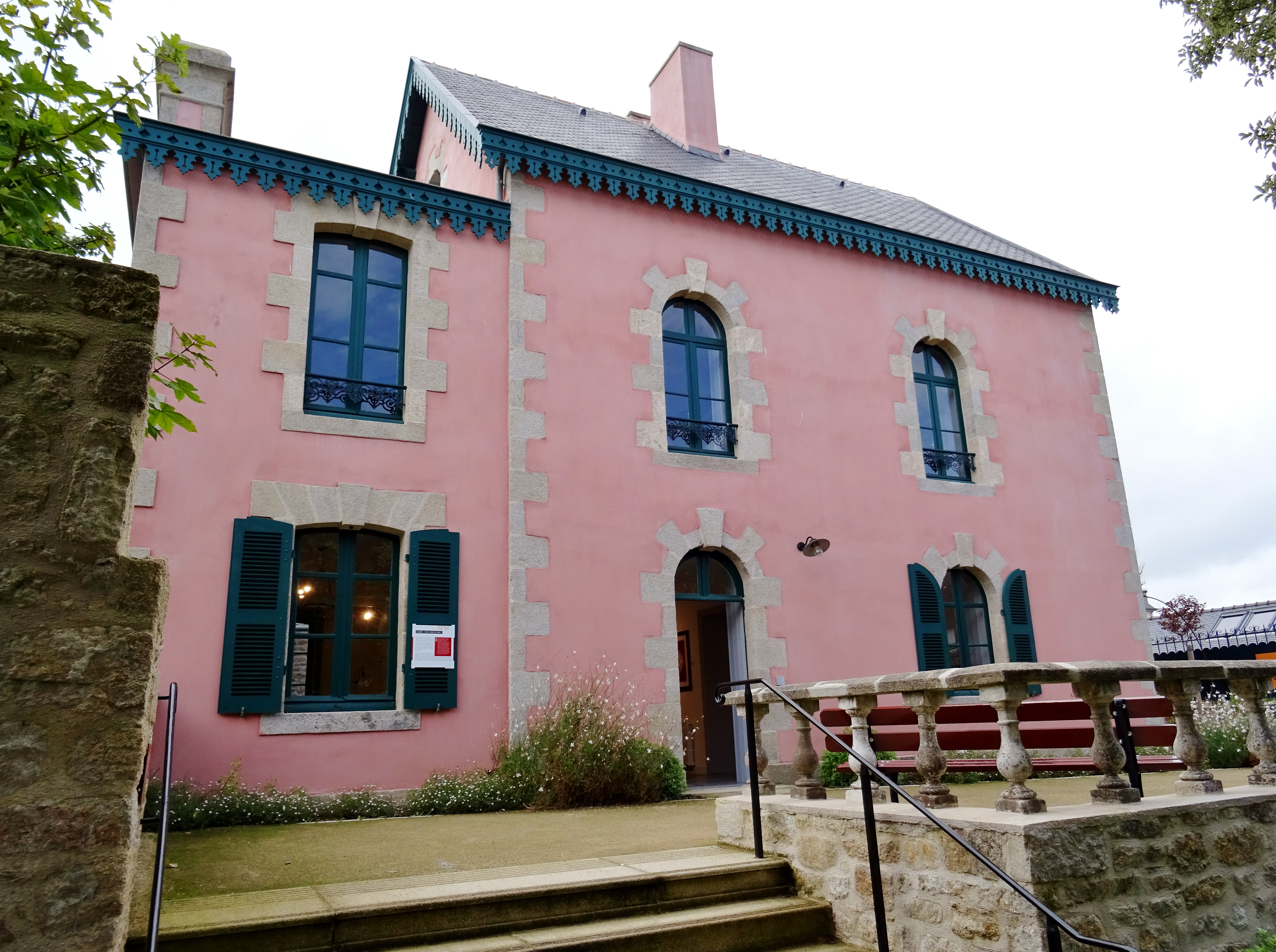
Musée de la Conserverie Alexis Le Gall, vue extérieure du bâtiment.
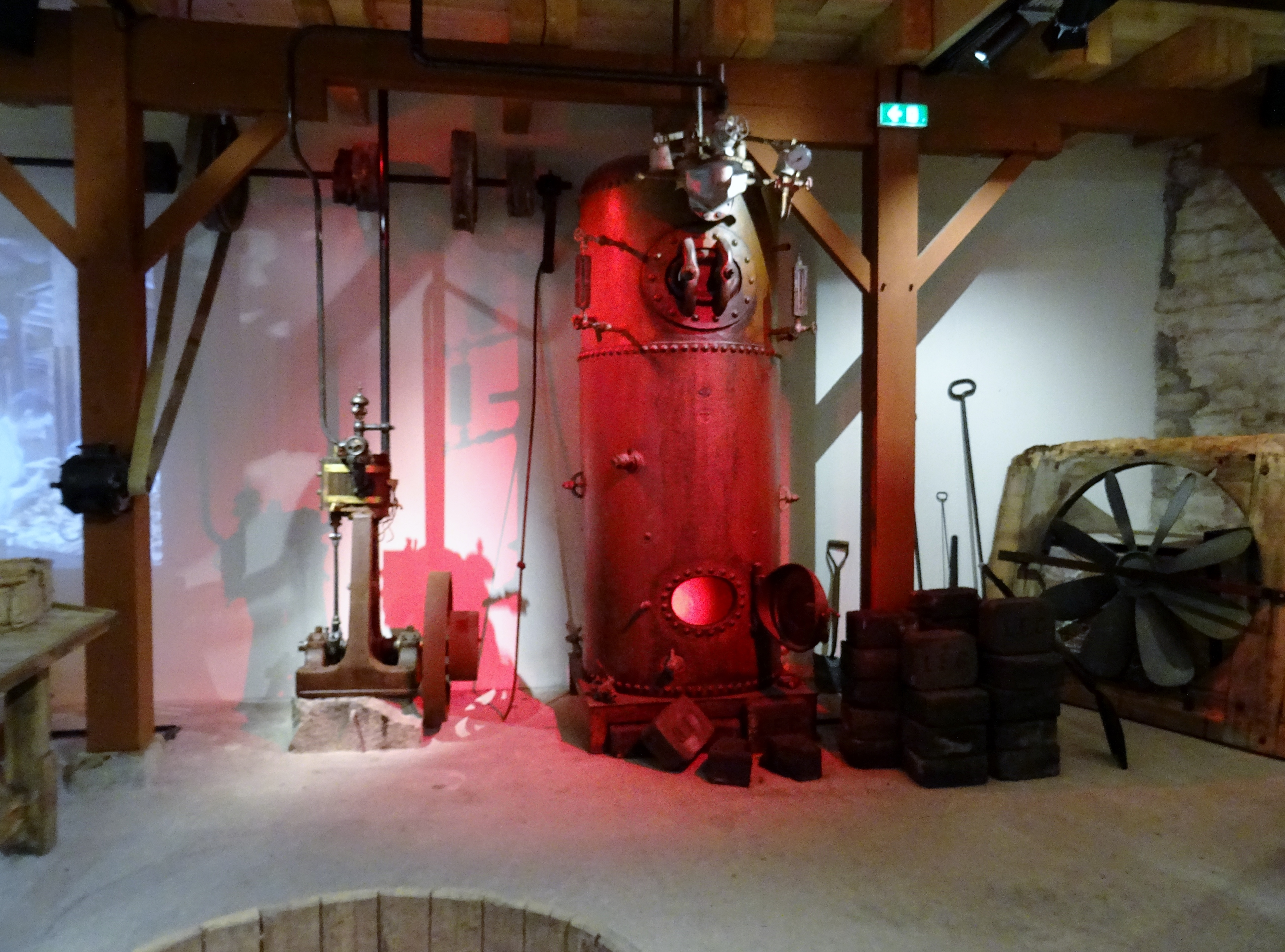
Musée de la Conserverie Alexis Le Gall, la chaudière à charbon.
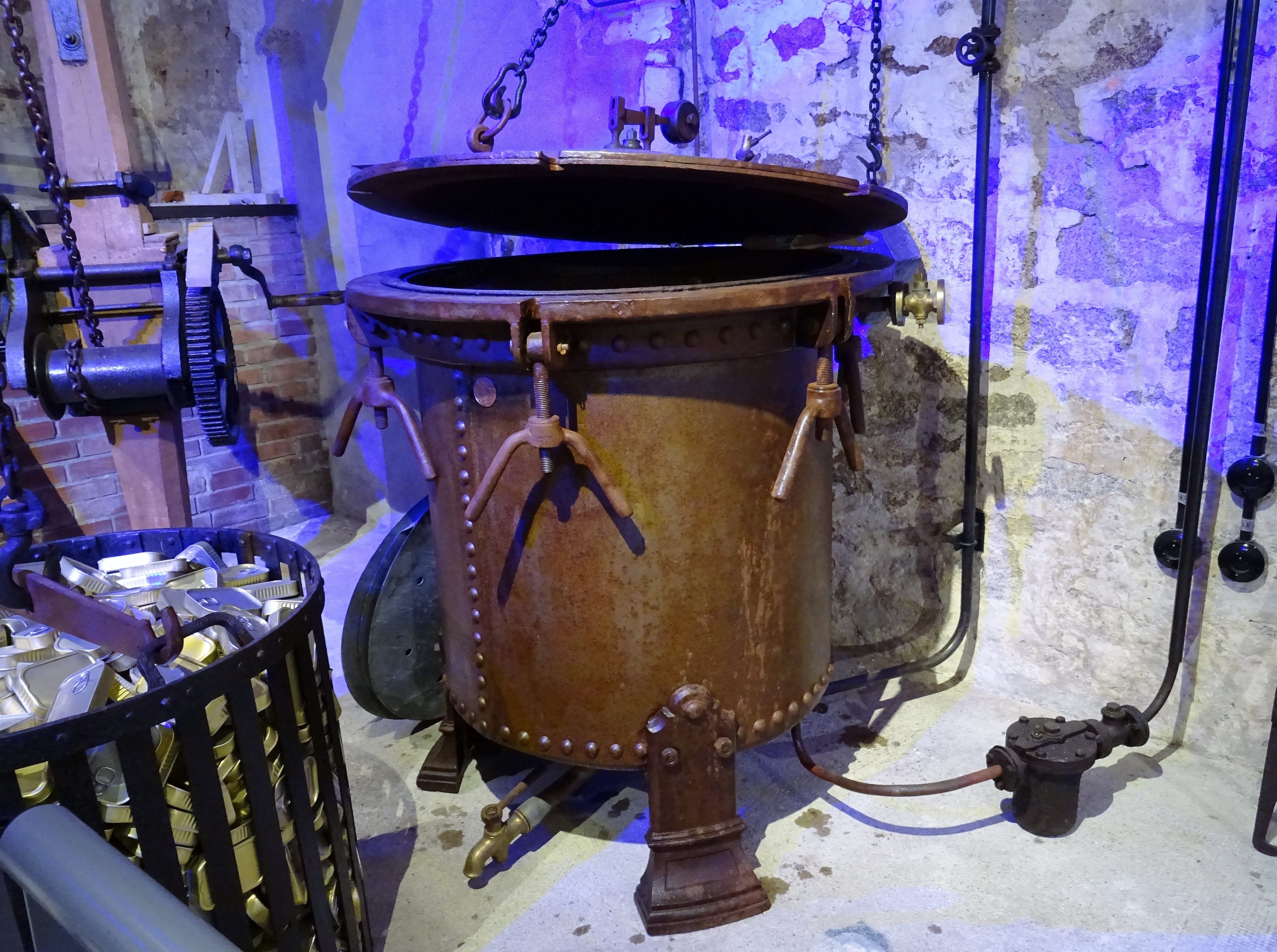
Musée de la Conserverie Alexis Le Gall, autoclave.
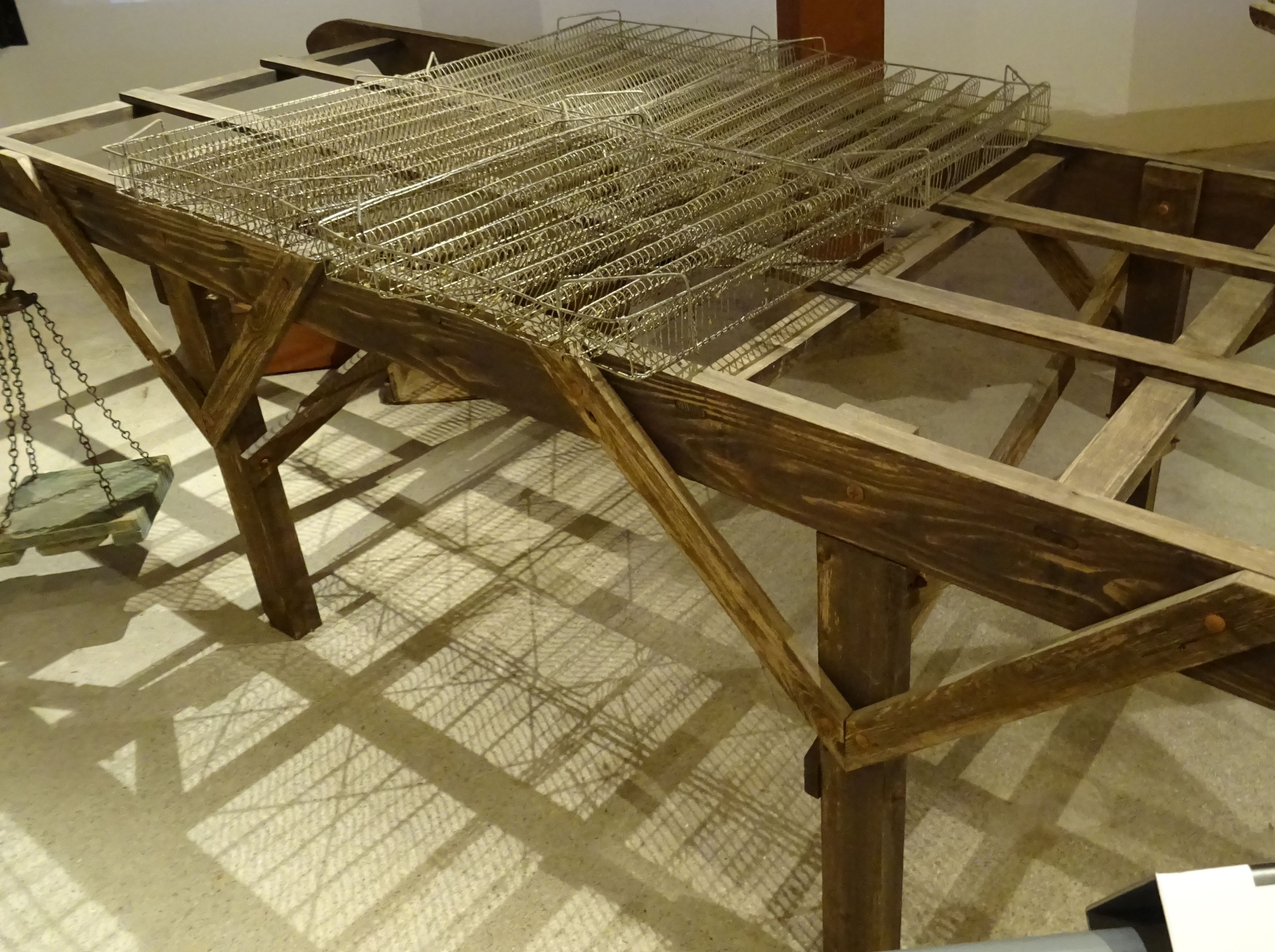
Musée de la Conserverie Alexis Le Gall, grilles de cuisson pour les sardines.
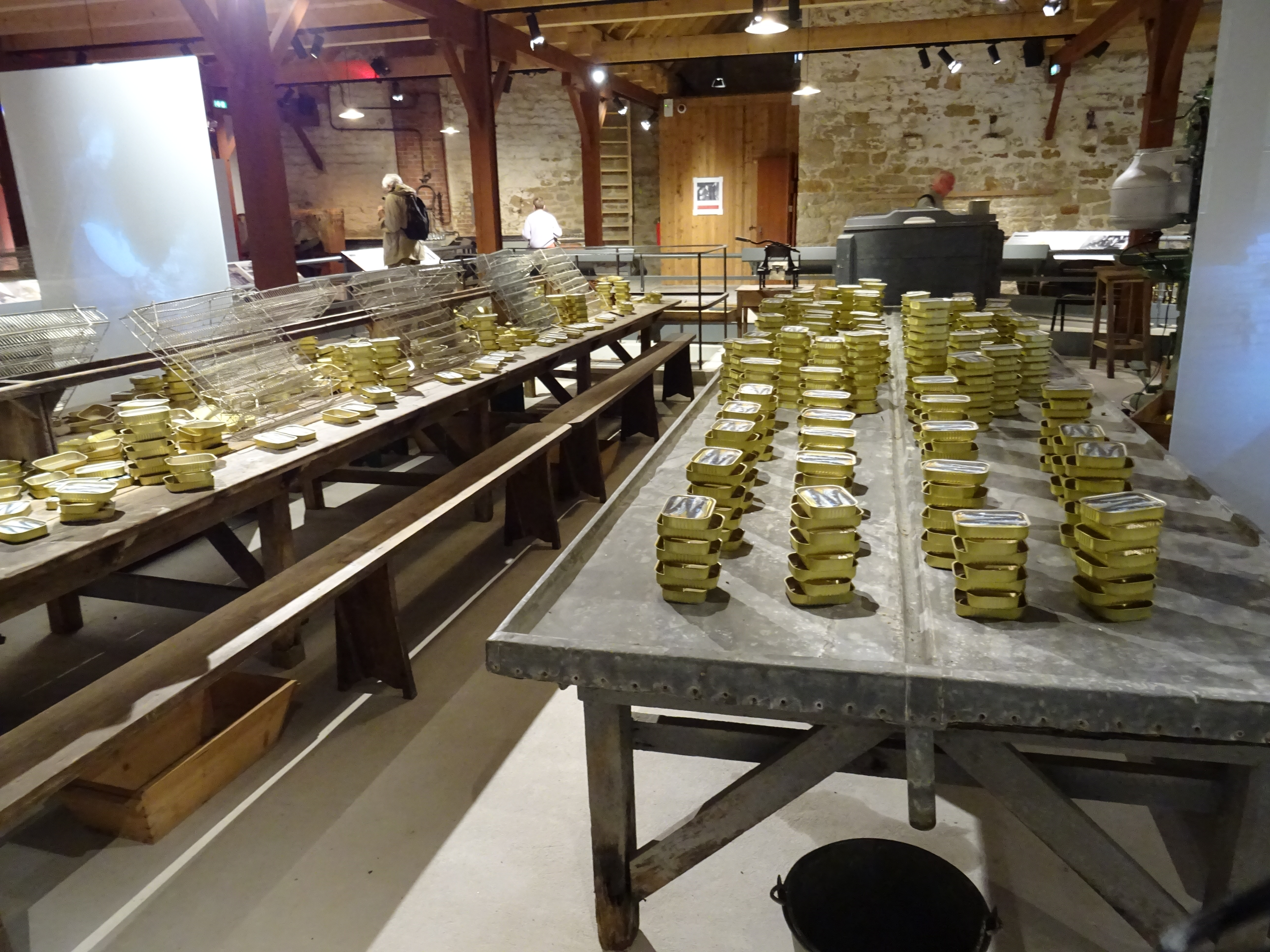
Musée de la Conserverie Alexis Le Gall, les boîtes de sardines.
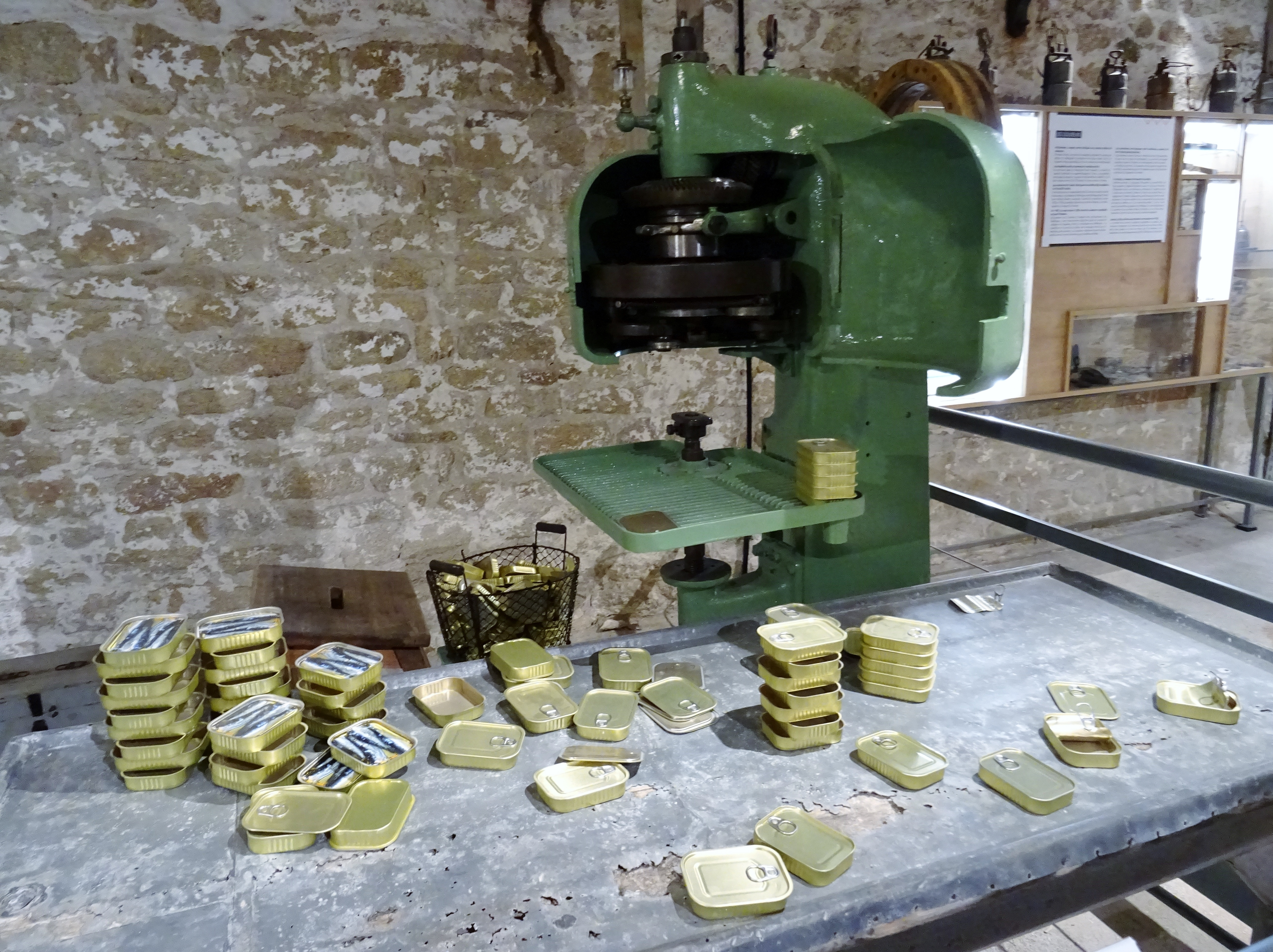
Musée de la Conserverie Alexis Le Gall, sertisseuse.
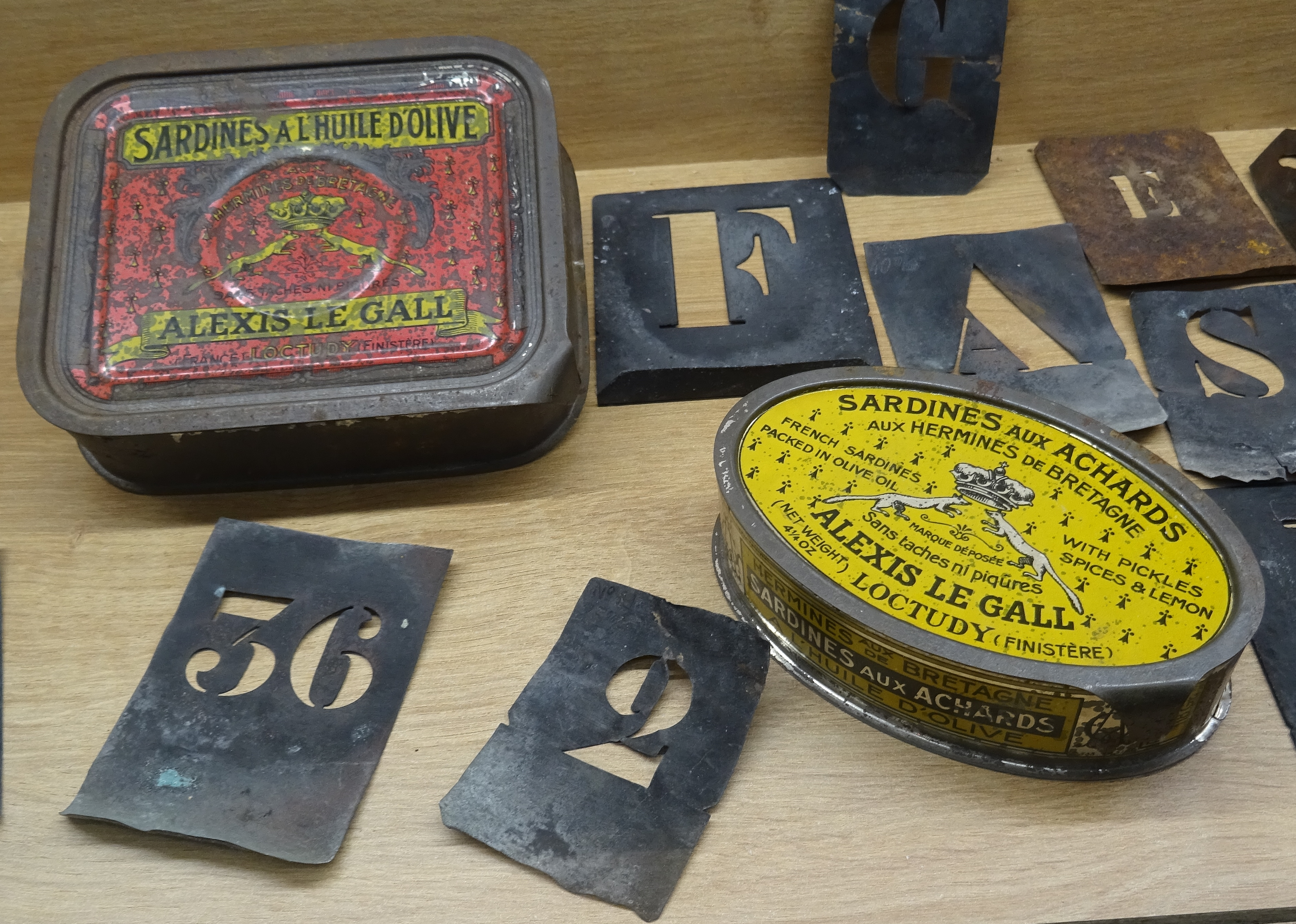
Musée de la Conserverie Alexis Le Gall, anciennes boîtes de sardines fabriquées dans la conserverie.
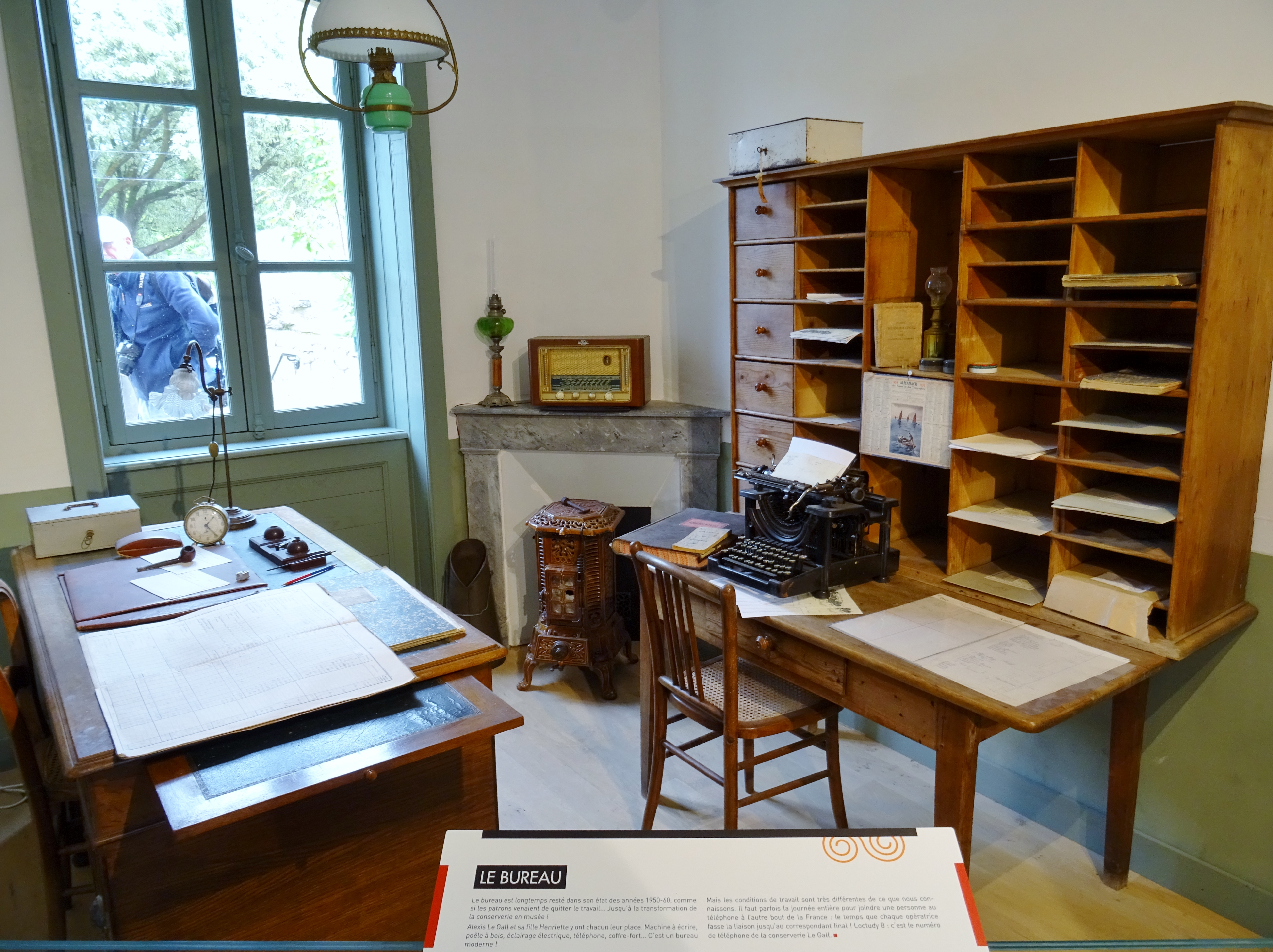
Musée de la Conserverie Alexis Le Gall, le bureau.

## Galerie

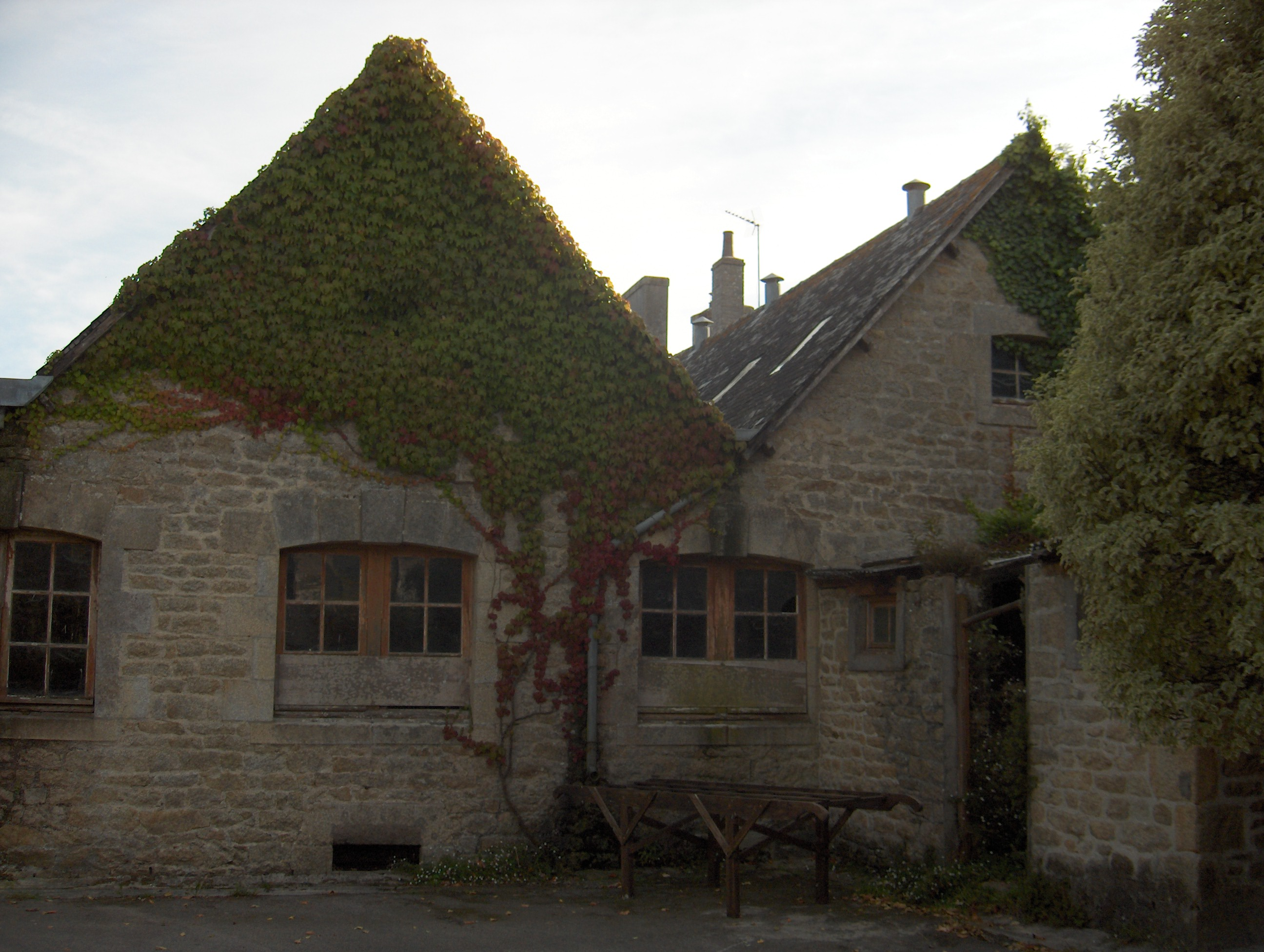
Les bâtiments (vue extérieure).
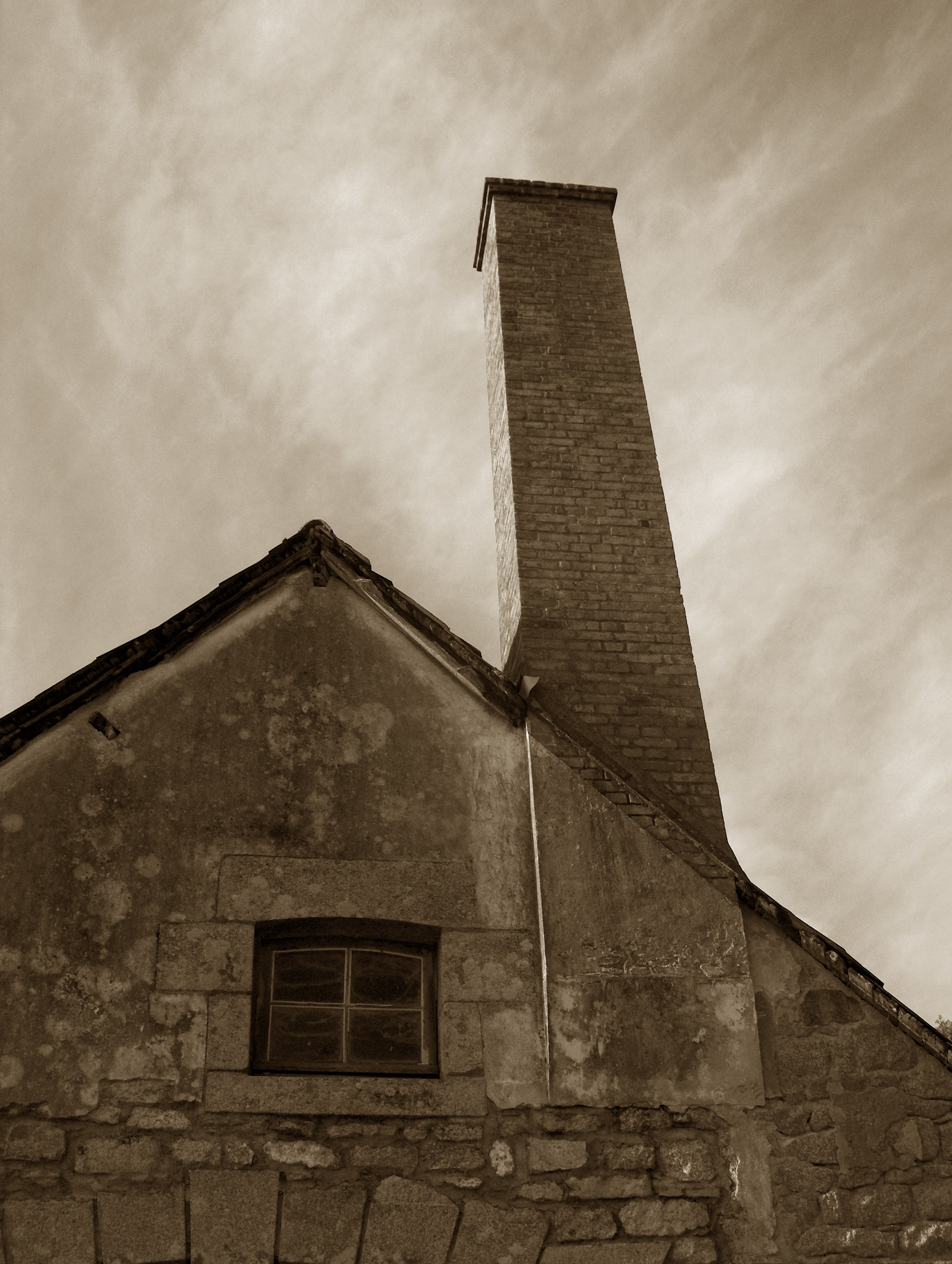
Cheminée.
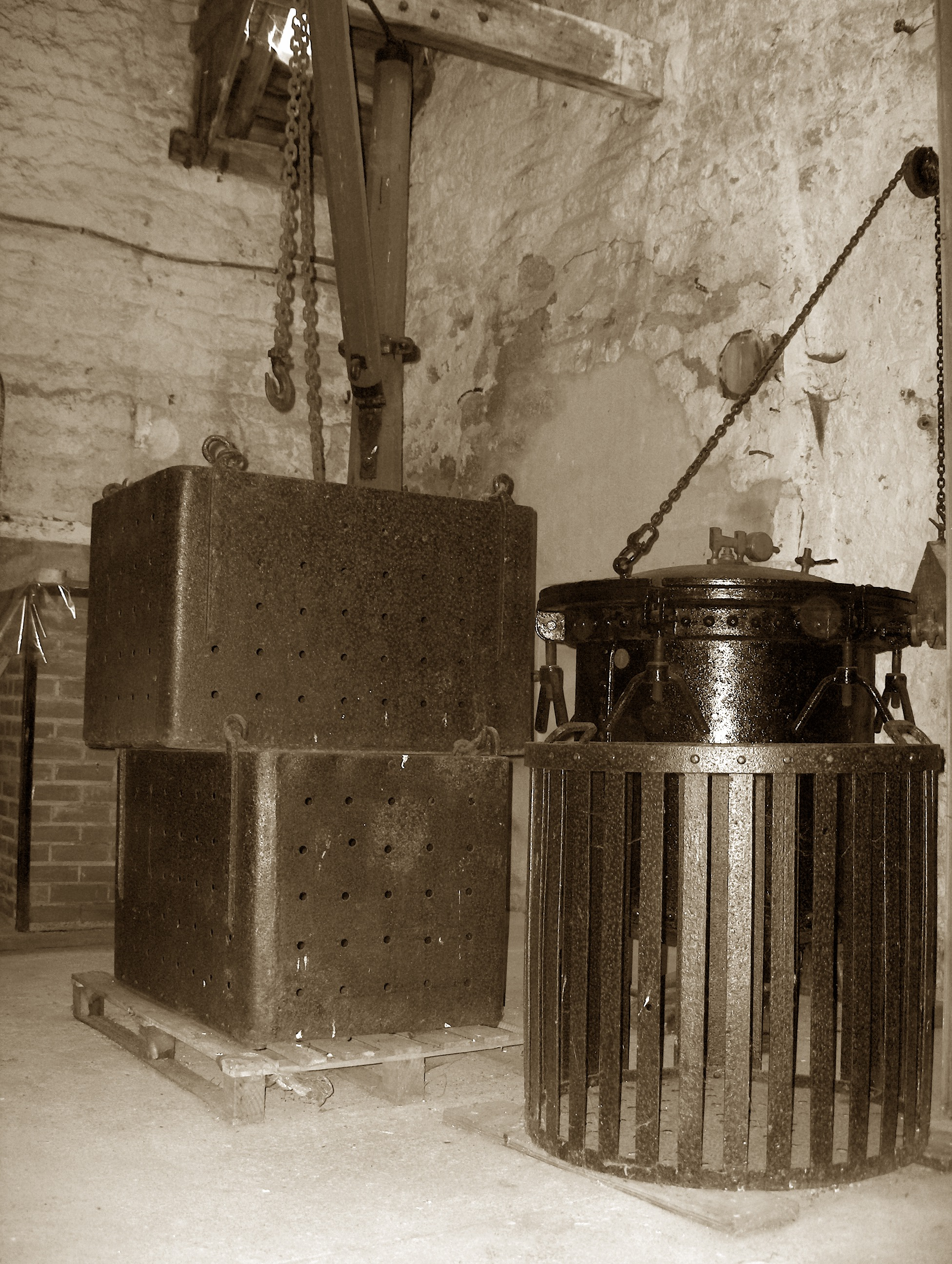
Autoclave.
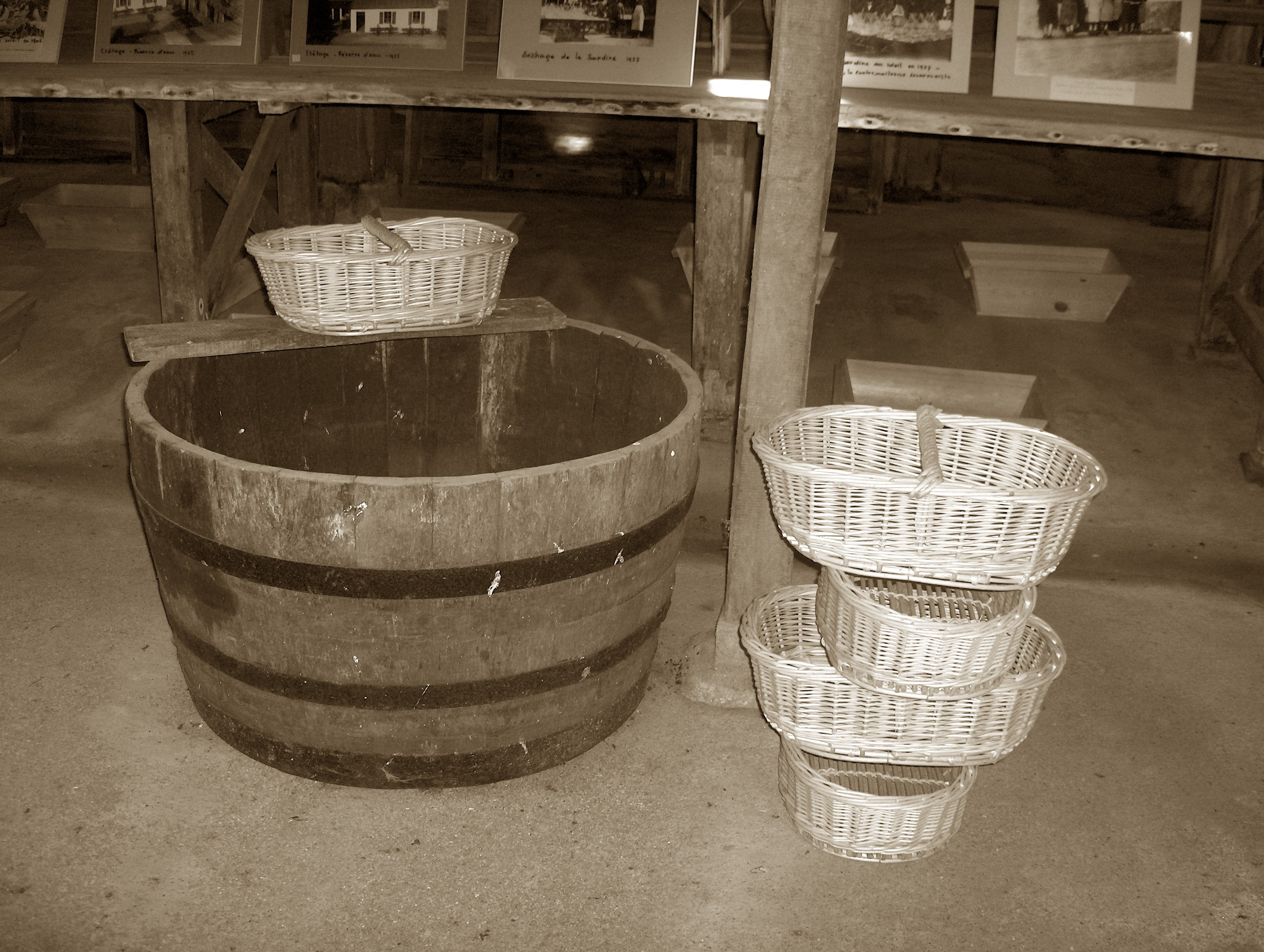
Bac et paniers.
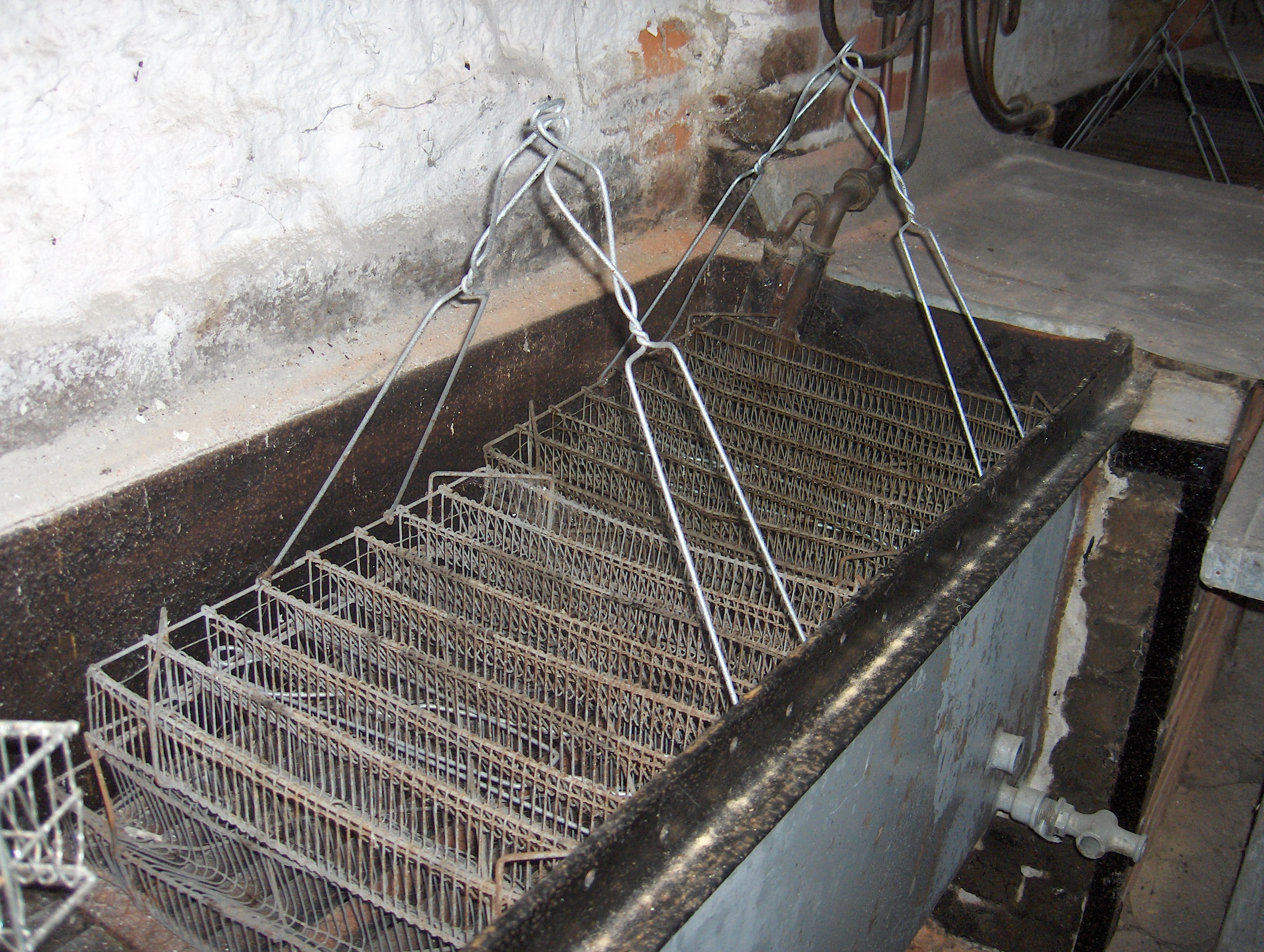
bain à friture.